# تپه شاهرخ‌آباد
تپه شاهرخ‌آباد مربوط به هزاره اول قبل از میلاد است و در شهرستان کرمانشاه، بخش مرکزی، دهستان میان دربند، ۶۰۰ متری جنوب غرب روستای شاهرخ‌آباد واقع شده و این اثر در تاریخ ۷ خرداد ۱۳۸۷ با شمارهٔ ثبت ۲۲۸۱۳ به‌عنوان یکی از آثار ملی ایران به ثبت رسیده است.